# فيكرز إي.أف.بي.7
فيكرز إي.أف.بي.7 (E. F. B. 7) طائرة مقاتلة بريطانية من حقبة الحرب العالمية الأولى. تعمل بمحركين ذات سطحين، لم تكن ناجحة فقط وبني منها نموزج واحد فقط.

## المواصفات
مصدر البيانات: Vickers Aircraft since 1908 
الخصائص العامة
- طاقم العمل: two
- الطول: 36 قدم 0 إنش (10.98 م)
- طول الجناح: 59 قدم 6 إنش (18.14 م)
- منطقة الجناح: 640 قدم2 (59.5 م2)
- الوزن الفارغ: 2,136 رطل (971 كجم)
- الوزن الإجمالي: 3,196 رطل (1,453 كجم)
- المحرك: 2 × Gnome Monosoupape محرك دوار, 100 حصان (75 كيلو وات) لكل لكل

الأداء
- السرعة القصوى: 75 ميل/ساعة (121 كم/س)
- قدرة التحمل: 2½ ساعة
- الحد الأقصى للخدمة: 9,000 قدم (2,700 م)
- معدل الصعود: 278[2] قدم / دقيقة (1.4 م/ث)

التسليح
- 1× Vickers 1-lbr gun

1. ↑  Andrews and Morgan 1988, p.104.
2. ↑  Climb to 5,000 ft (1,520 m): 18 min